# Gałęzie śródpiersiowe aorty
Gałęzie śródpiersiowe (łac. rami mediastinales) – w anatomii człowieka grupa małych tętnic należących do gałęzi trzewnych aorty. Odchodzą w zmiennej liczbie z przedniej powierzchni aorty. Zaopatrują tkankę łączną i węzły chłonne śródpiersia tylnego.